# Lachnabothra
Lachnabothra là một chi bọ cánh cứng trong họ Chrysomelidae.
Chi này được miêu tả khoa học năm 1847 bởi Saunders.

## Các loài
Các loài trong chi này gồm:
- Lachnabothra bicornutus (Reid, 1999)
- Lachnabothra burru (Reid, 1999)
- Lachnabothra clibanarius (Reid, 1999)
- Lachnabothra gullanae (Reid, 1999)
- Lachnabothra karina (Reid, 1999)
- Lachnabothra lawrencei (Reid, 1999)
- Lachnabothra magnus (Reid, 1999)
- Lachnabothra malleecola (Reid, 1999)
- Lachnabothra mokarei (Reid, 1999)
- Lachnabothra murrungga (Reid, 1999)
- Lachnabothra storeyi (Reid, 1999)
- Lachnabothra tasmaniae (Reid, 1999)
- Lachnabothra walgalu (Reid, 1999)